# ورثینگتون
ورثینگتون (انگلیسی: Worthington) شرکت فولاد آمریکایی است، که در سال ۱۹۵۵ توسط جان مک‌کونل تأسیس شد.